# Le Puy, Gironde
Le Puy är en kommun i departementet Gironde i regionen Nouvelle-Aquitaine i sydvästra Frankrike. Kommunen ligger i kantonen Monségur som tillhör arrondissementet Langon. År 2022 hade Le Puy 394 invånare.

## Befolkningsutveckling
Antalet invånare i kommunen Le Puy
Referens:INSEE